# Live in Philly
Live in Philly è un CD live di Zoot Sims, pubblicato dalla 32 Records nel 1998. Il disco fu registrato nel 1980 (secondo il catalogo della discografia di Zoot Sims,mentre le note interne del CD collocano come data di registrazione i primi anni settanta, forse il 1973) a Philadelphia, Pennsylvania (Stati Uniti).

## Tracce
1. That Old Devil Called Love – 9:08 (Doris Fisher, Allan Robets)
2. Do Nothin' Till You Hear from Me – 10:53 (Duke Ellington, Bob Russell)
3. Polka Dots and Moon Beams – 5:38 (Johnny Burke, James Van Heusen)
4. I Don't Stand a Ghost of a Chance with You – 9:03 (Bill Crosby, Ned Washington, Victor Young)
5. In a Mellow Tone – 5:32 (Duke Ellington, Milt Gabler)
6. I Got It Bad (And That Ain't Good) – 4:31 (Duke Ellington, Paul Francis Webster)
7. Theme – 4:46 (Zoot Sims)

## Musicisti
- Zoot Sims - sassofono tenore, sassofono soprano
- Benny Aronov - pianoforte
- Major Holley - contrabbasso
- Mickey Roker - batteria[2]